# Giuseppe Ferrazzi
Giuseppe Iacopo Ferrazzi, född 19 mars 1813 i Cartigliano, död 3 maj 1887 i Bassano, var en italiensk litteraturhistoriker.
Ferrazzi skrev förtjänstfulla bibliografiska arbeten om Dante, Petrarca, Ariosto och Tasso med mera.